# Dobsonia pannietensis
Dobsonia pannietensis là một loài động vật có vú trong họ Dơi quạ, bộ Dơi. Loài này được De Vis mô tả năm 1905.

## Hình ảnh

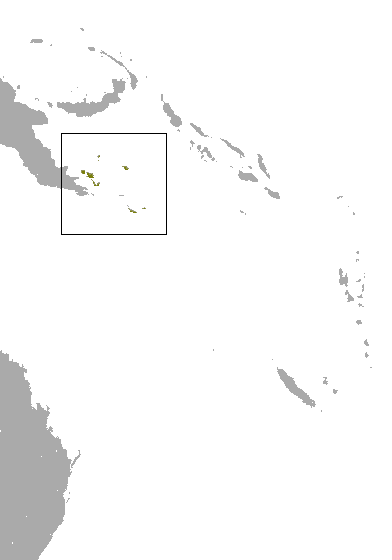